# 柔毛盐源槭
柔毛盐源槭（学名：Acer schneiderianum var. pubescens）为槭树科槭属下的一个变种。

## 扩展阅读
- 維基物種上的相關：柔毛盐源槭